# 세렝게티 (고양이)
세렝게티(Serengeti)는 벵갈 고양이와 오리엔탈 쇼트헤어를 교배해 개발한 집고양이 품종이다.

## 기원
1세대 교배 후, 브리더들은 TICA가 설정한 품종 기준에 맞는 고양이를 만들기 위해 노력했다. 1994년 캘리포니아 카렌 소시먼은 이 품종이 아직 개발 단계에 있었고, 궁극적인 목표는 비교적 일반적인 야생 고양이를 사용하지 않고 서벌과 비슷하게 생긴 고양이를 생산하는 것이었다. 세렝게티 사육 프로그램에 사용된 대부분의 벵갈 고양이들은 털 색깔에 영향을 미치는 모든 유전자는 서벌과 비슷하며, 이를 제외하고는 야생 조상과 유전적 관련성이 거의 없다.

## 특징
세렝게티는 점박이 고양이로 다리가 길고 매우 크고 끝이 둥근 귀를 가지고 있다. 긴 목을 가지고 있으며, 끝이 가늘어지지 않는다.
수컷은 암컷보다 약간 크고 몸무게가 더 나가며, 몸무게는 10~15파운드, 암컷은 보통 8~12파운드이다. TICA는 태비의 색, 은색, 회색 및 검은색을 세렝게티로 인정한다. 영국의 일부 사육사들은 TICA가 눈에 얼룩무늬가 있는 경우도 세렝게티로 등록할 수 있도록 하기 위해 노력하고 있다..

## 같이 보기
- 벵갈 고양이